# Чірак
«Чірак» (англ. Chi-Raq) — американський музично-драматичний фільм, знятий Спайком Лі за мотивами давньогрецької комедії Арістофана «Лісістрата». Прем'єра стрічки відбулась 4 грудня 2015 року в США.

## У ролях
- Нік Кеннон — Деметріус «Чірак» Дюпрі
- Веслі Снайпс — Шон «Циклоп» Ендрюс
- Тейона Перріс — Лісістрата